# Kelechi Nwanaga
Kelechi Nwanaga (* 24. Dezember 1994 in Umuahia) ist eine nigerianische Speerwerferin, die zu Beginn ihrer Karriere auch im Diskuswurf an den Start ging.

## Sportliche Laufbahn
Erste internationale Erfahrungen sammelte Kelechi Nwanaga bei den Juniorenafrikameisterschaften 2015 in Addis Abeba, bei denen sie mit einer Weite von 46,46 m die Silbermedaille im Speerwurf gewann und im Diskuswurf mit 29,29 m den achten Platz belegte. Anschließend siegte sie bei den Afrikaspielen in Brazzaville mit 52,70 m. Im Jahr darauf wurde sie bei den Afrikameisterschaften in Durban mit 53,45 m Vierte und ging bei den U20-Weltmeisterschaften in Bydgoszcz kurzfristig nicht an den Start. 2018 nahm sie erstmals an den Commonwealth Games im australischen Gold Coast teil und erreichte dort mit einem Wurf auf 53,17 m Rang sechs. Im August siegte sie mit 56,96 m bei den Afrikameisterschaften in Asaba und wurde beim Continentalcup in Ostrava mit 51,97 m Achte. Im Jahr darauf verteidigte sie bei den Afrikaspielen in Rabat erfolgreich ihren Titel und gewann mit 55,88 m die Goldmedaille.
Von 2015 bis 2017 sowie 2019 wurde Nwanaga nigerianische Meisterin im Speerwurf.

## Persönliche Bestleistungen
- Diskuswurf: 29,29 m, 5. März 2015 in Addis Abeba
- Speerwurf: 58,15 m, 18. Juli 2017 in Ozoro (nigerianischer Rekord)